# Alex Mattson
 (janvier 2022).
La mise en forme du texte ne suit pas les recommandations de Wikipédia : il faut le « wikifier ».
Les points d'amélioration suivants sont les cas les plus fréquents. Le détail des points à revoir est peut-être précisé sur la page de discussion.
- Les titres sont pré-formatés par le logiciel. Ils ne sont ni en capitales, ni en gras.
- Le texte ne doit pas être écrit en capitales (les noms de famille non plus), ni en gras, ni en italique, ni en « petit »…
- Le gras n'est utilisé que pour surligner le titre de l'article dans l'introduction, une seule fois.
- L'italique est rarement utilisé : mots en langue étrangère, titres d'œuvres, noms de bateaux, etc.
- Les citations ne sont pas en italique mais en corps de texte normal. Elles sont entourées par des guillemets français : « et ».
- Les listes à puces sont à éviter, des paragraphes rédigés étant largement préférés. Les tableaux sont à réserver à la présentation de données structurées (résultats, etc.).
- Les appels de note de bas de page (petits chiffres en exposant, introduits par l'outil «  Source ») sont à placer entre la fin de phrase et le point final[comme ça].
- Les liens internes (vers d'autres articles de Wikipédia) sont à choisir avec parcimonie. Créez des liens vers des articles approfondissant le sujet. Les termes génériques sans rapport avec le sujet sont à éviter, ainsi que les répétitions de liens vers un même terme.
- Les liens externes sont à placer uniquement dans une section « Liens externes », à la fin de l'article. Ces liens sont à choisir avec parcimonie suivant les règles définies. Si un lien sert de source à l'article, son insertion dans le texte est à faire par les notes de bas de page.
- La présentation des références doit suivre les conventions bibliographiques. Il est recommandé d'utiliser les modèles {{Ouvrage}}, {{Chapitre}}, {{Article}}, {{Lien web}} et/ou {{Bibliographie}}. Le mode d'édition visuel peut mettre en forme automatiquement les références.
- Insérer une infobox (cadre d'informations à droite) n'est pas obligatoire pour parachever la mise en page.

Pour une aide détaillée, merci de consulter Aide:Wikification.
Si vous pensez que ces points ont été résolus, vous pouvez retirer ce bandeau et améliorer la mise en forme d'un autre article.
Aleksi Matias Kaunisvesi, né le 1er novembre 1997 à Ylivieska, plus connu sous son nom de scène Alex Mattson, est un musicien, compositeur, producteur de musique et DJ finlandais. Aleksi Kaunisvesi fait également partie du groupe de Violent pop finlandais Blind Channel.

## Biographie et carrière
Kaunisvesi est né à Ylivieska le 1er novembre 1997 et a déménagé à l'âge de deux à Nummela. Enfant, Kaunisvesi jouait de la batterie dans un groupe de métal. Il a découvert la musique électronique à l'âge de 14 ans. En 2014, il est parti aux Pays-Bas pour étudier la production de musique électronique.
Le 19 février 2016, Kaunisvesi sort son premier single, "UFO feat. Solamay", qui fait l'objet d'une sortie internationale. Solamay a déjà travaillé avec Robin Schulz dans le cadre de "Robin Schulz & Moguai - Save Tonight". "UFO feat. " Solamay" est rapidement devenue l'une des chansons les plus jouées sur Spotify en Finlande et est certifiée disque d'or en avril 2016 et disque de platine en juillet de la même année.

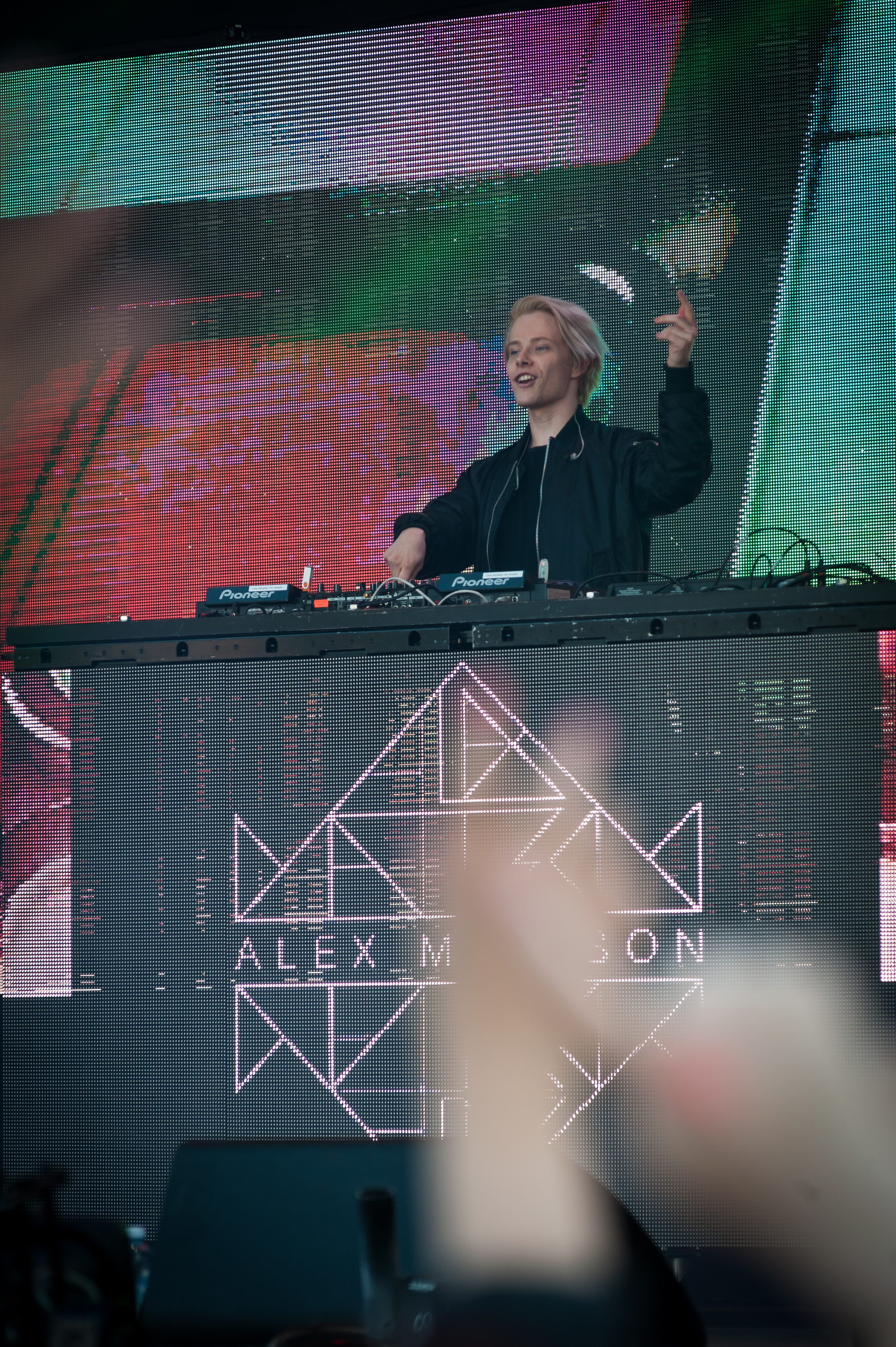
Alex Mattson à Ylex Pop en 2017

Le deuxième single de Kaunisvede, "Forget You", est sorti à l'international le 10 juin 2016. La chanson est devenue disque d'or en août 2016. Le troisième single "Good Kids" est sorti le 2 juin 2017 et le quatrième single "All About You" le 26 octobre 2017, avec Lucas Marx, fils du chanteur américain Richard Marx.
Kaunisvesi a fait la première partie d'Antti Tuisku pour sa tournée des arènes "I Have to Twerk", au printemps 2018. Après la tournée, Kaunisvesi a sorti son premier EP Eleven le 25 mai 2018.
Kaunisvesi a également produit et composé des chansons pour de nombreux autres artistes. Il a commencé à travailler avec la société d'édition musicale Nordic Music Partners (anciennement Fried Publishing) à l'automne 2019.
En octobre 2020, le groupe Blind Channel, basé à Oulu, a annoncé que Kaunisvesi avait rejoint le groupe en tant que membre officiel. Kaunisvesi joue les claviers et les percussions dans le groupe. La première chanson du groupe avec la nouvelle formation est sortie le 21 janvier 2021, intitulée Dark Side, et a été choisie en février 2021 comme chanson représentative de la Finlande pour le Concours Eurovision de la chanson 2021. Blind Channel s'est classé sixième en finale du concours, ce qui constitue le troisième meilleur résultat de l'histoire du concours finlandais de la chanson après la victoire de Lordi en 2006 et la deuxième place de Käärijä en 2023.
À la suite de l'Eurovision, Blind Channel sort deux albums : Lifestyles of the Sick and Dangerous le 8 juillet 2022 et EXIT EMOTIONS le 1er mars 2024 et effectue de nombreuses tournées en Europe et aux États-Unis.
Le 2 septembre 2024, il annonce la fondation de la maison de disque indépendante Scary Noise Records avec Niko Moilanen, l'un des chanteurs de Blind Channel.
En octobre 2024, Blind Channel annonce faire une pause pour une durée indéterminée.

## Discographie

### Single (Alex Mattson)
| Année | Single                                                   | Album     |
| ----- | -------------------------------------------------------- | --------- |
| 2016  | UFO feat. Solamay                                        | A venir   |
| 2016  | Forget You                                               | A venir   |
| 2017  | Good Kids                                                | A venir   |
| 2017  | All About You feat. Lucas Marx                           | A venir   |
| 2018  | Complicated Love                                         | Eleven EP |
| 2018  | Discovery                                                | Eleven EP |
| 2018  | Flesh And Bone (with Cimo Fränkel & Damon Sharpe)        | Eleven EP |
| 2018  | Anything (feat. RØRY)                                    | A venir   |
| 2018  | Love Lie (feat. Nevve & Shane Moyer)                     | A venir   |
| 2019  | Crazy (The Main Title Song for the Telia Esports Series) | A venir   |
| 2019  | Can´t Say No (feat. PJZ)                                 | A venir   |
| 2019  | NAKARA (w/ Laz Perkins)                                  | A venir   |
| 2020  | Better Off                                               | A venir   |
| 2020  | We Never End                                             | A venir   |

### EP:t (Alex Mattson)
| Année | EP          | Label      |
| ----- | ----------- | ---------- |
| 2018  | Eleven (EP) | Sony Music |

### Single (Blind Channel)
| Année | Single                         | Album                                |
| ----- | ------------------------------ | ------------------------------------ |
| 2019  | Timebomb feat. Alex Mattson    | Violent Pop                          |
| 2021  | Dark Side                      | Lifestyles of the Sick & Dangerous   |
| 2021  | Balboa                         | Lifestyles of the Sick & Dangerous   |
| 2021  | We Are No Saints               | Lifestyles of the Sick & Dangerous   |
| 2022  | Bad Idea                       | Lifestyles of the Sick and Dangerous |
| 2022  | Don't Fix Me                   | Lifestyles of the Sick and Dangerous |
| 2023  | FLATLINE                       | EXIT EMOTIONS                        |
| 2023  | HAPPY DOOMSDAY                 | EXIT EMOTIONS                        |
| 2023  | DEADZONE                       | EXIT EMOTIONS                        |
| 2023  | DIE ANOTHER DAY (feat. RØRY)   | EXIT EMOTIONS                        |
| 2023  | XOXO (feat. From Ashes to New) | EXIT EMOTIONS                        |

### Album (avec Blind Channel)
| Année | Album                                | Label         |
| ----- | ------------------------------------ | ------------- |
| 2022  | Lifestyles of the Sick and Dangerous | Century Media |
| 2024  | EXIT EMOTIONS                        | Century Media |

### Collaborations
| Année | Single                                           | Album       |
| ----- | ------------------------------------------------ | ----------- |
| 2019  | Blind Channel - Timebomb feat. Alex Mattson      | Violent Pop |
| 2021  | Robin Packalen - Hard to love feat. Alex Mattson |             |

### Productions / Compositions pour d'autres artistes
| Année | Artiste - Chanson                                                   | Album                                      |
| ----- | ------------------------------------------------------------------- | ------------------------------------------ |
| 2016  | Reino Nordin - Kosketa, avec Leo Salminen                           | Antaudun (album de Reino Nordin)           |
| 2017  | Mikael Gabriel x Isac Elliot - Ring Ring Ring, avec Risto Asikainen | Mikael Gabriel x Isac Elliot               |
| 2017  | Reino Nordin - Libre, en collaboration avec Tido Nguyen             | Antaudun (album de Reino Nordin)           |
| 2019  | Antti Ketonen - Ehjäksi Särkynyt, avec Samuli Sirviö                | Olisitpa Sylissäni (album d'Antti Ketonen) |
| 2019  | Ellinoora - Aatelisii (feat. Gasellit (groupe)), avec Samuli Sirviö | Vaaleanpunainen vallankumous               |
| 2019  | Kasmir - Aamu                                                       | Piste                                      |
| 2019  | Kasmir - Kuolema Soitti Mun Luuriin                                 | Piste                                      |
| 2020  | Figaro (laulaja) - Jos Mä Pari Kertaa Mokaan                        | -                                          |
| 2020  | Robin Packalen - Built To Fall Apart                                | Rest In Beat PM (EP)                       |

### Clip
| Année | Chanson                        |
| ----- | ------------------------------ |
| 2016  | UFO feat. Solamay              |
| 2017  | Good Kids                      |
| 2018  | Complicated Love (Lyric Video) |
| 2020  | Better Off (Lyric Video)       |

### Remixes officiels
- Paleface - Jostain paljon kauempaa (Alex Mattson remix) (2015)
- Ricky Tick Big Band - Talutushihnassa (Alex Mattson remix) (2015)
- Lucas (laulaja) - Täydellisen epätäydellinen (Alex Mattson remix) (2016)
- Sandhja - Sing It Away (Alex Mattson remix) (2016)
- Marcus & Martinus - Girls feat. Madcon (Alex Mattson remix) (2016)
- Samu Haber feat. Niila - A Hundred Years (Alex Mattson remix) (2016)

## Sources
- (fi) « Alex Mattsonin debyyttisinglelle platinalevy », sur Stara, 4 juillet 2016 (consulté le 25 décembre 2023)
- (fi) « DJ Alex Mattson tähtää ulkomaille », sur Vihdin Uutiset, 30 juillet 2016 (consulté le 13 décembre 2023)
- (fi) « Suomi upeasti Euroviisujen kuudes! Italia voitti! », sur Iltalehti (consulté le 13 décembre 2023)
- https://thedjlist.com/news/exclusive-interview-alex-mattson/
- https://yle.fi/aihe/artikkeli/2016/03/03/18-vuotias-suomalainen-edm-lupaus-alex-mattson-samalle-levy-yhtiolle-david
- (fi) « Alex Mattson on 18-vuotias EDM-lupaus », sur Iltalehti (consulté le 13 décembre 2023)